# Victoria Garabato
Victoria Garabato fue una actriz, bailarina y coreógrafa argentina. Su ballet de danza fue uno de los más populares durante la décadas de 1940 y 1950.

## Carrera
Garabato participó en el rol de actriz en películas como Ayer y hoy de Enrique Susini con Alicia Vignoli y Miguel Faust Rocha, Una noche en el Ta Ba Rin con dirección de Luis César Amadori con Pepe Iglesias, y Intermezzo criminal dirigida por Luis José Moglia Barth  con Olinda Bozán, Pablo Palitos y Dringue Farías.
Destacada bailarina de danza fue una solicitada coreógrafa en películas como El ángel desnudo protagonizada por Olga Zubarry y Guillermo Battaglia, Miguitas en la cama con Enrique Serrano y Amelita Vargas y Buenos Aires a la vista con Agustín Irusta y Blanquita Amaro.
Tuvo como alumna a actrices de la talla de María Duval y dirigió el Victory Vallet que tuvo como integrantes a la actriz y vedette Beba Bidart.
También integró el conjunto de ballet Ryctmi Ballet con actuaciones en el Cine Brodway junto a Gema Castillo, Raúl Blanco, Ana María Gambier. En 1934 presentó una denuncia al Sr. Grassi Díaz por insultos y violencia verbal recibida por parte de él tras  haberse quejado Garabato de exceso de trabajo.

## Filmografía
Como actriz
- 1953: Intermezzo criminal.
- 1949: Una noche en el Ta Ba Rin.
- 1934: Ayer y hoy.

Como coreógrafa
- 1950: Buenos Aires a la vista.
- 1949: Miguitas en la cama.
- 1946: El ángel desnudo.

## Teatro
- El amor brujo, con Antonia Mercé, Dora Del Grande, Ángeles Ruanova, Mercedes Quintana, Gema Castillo, Lydia Galleani, Matilde Ruanova, Teresa Goldkhul y Adela Goldkhul,